# Stade Edgard De Smedt
Le stade Edgard De Smedt (en néerlandais : Edgard De Smedtstadion) fut un stade de football dont le club résident était le Cercle Sportif Brugeois (de nos jours: Cercle Brugge K. SV). Il fut inauguré en 1922 et resta l'antre des Verts et Noirs du "Cercle" jusqu'en 1974.
C'est en 1950 qu'il est rebaptisé Edgard De Smedtstadion en hommage à une figure emblématique du matricule 12.

## Historique
Fondé en 1899, le Cercle Sportitf Brugeois met près d'un quart de siècle avant de trouver un « repaire » stable. Le club débute sur un terrain situé à proximité de l'Institut Saint-François-Xavier à Bruges (St-Michiels), puis émigre vers Bruges (St-Andries).
Pendant dix ans, le « Cercle » joue près de la « Smedenpoort ». À cette glorieuse époque des pionniers du football, les vestiaires sont situés dans l'auberge « Le Petit Paris », sise en face du terrain. Mais en raison du succès grandissant, l'endroit devient trop exigu. En 1911, le « CSB » s'installe sur un site tout proche de l'actuel croisement des Gistelsesteenweg (chaussée de Gistel) et Torhoutsesteenwezg (chaussée de Torhout), à proximité de la ligne de chemin de fer. L'endroit dispose d'un mur d'enceinte et une tribune en bois est bâtie.
Après l'interruption des compétitions lors de la Première Guerre mondiale, le CS Brugeois reste une entité ambitieuse. En 1922, la construction d'un nouveau stade est terminée sur un site proche de quelques centaines de mètres, à gauche de l'actuel no 49 de la Torhoutsesteenweg. Au fil des années, l'endroit est modernisé avec entre autres la construction d'une grande tribune en béton et de gradins. Le stade peut accueillir jusqu'à 16 000 personnes.
Après la fin de la Seconde Guerre mondiale, le « Cercle » connaît une période difficile. D'une part, il est rapidement relégué hors de la Division d'Honneur, mais surtout, en 1950, alors qu'il vient de fêter ses 50 ans d'existence, il déplore la mort soudaine de son charismatique président, Edgard De Smedt. Celui-ci a été un des fondateurs du club en 1899 et en devient directement vice-président. Il avait accédé à la présidence en 1937. Peu après son décès, il est décidé à l'unanimité de rebaptiser le stade, jusqu'alors simplement nommé stade du RCS Brugeois (RCS Brugeois-stadion), en stade Edgard De Smedt (Edgard De Smedtstadion).
Le Royal Cercle Sportif Brugeois (qui devient Koninklijke Sport Vereniging Cercle Brugge en 1968) y évolue jusqu'en 1974.
En 1973, les premières rumeurs se font pressantes. Le bourgmestre de Bruges de cette époque, Michel Van Maele (ancien membre du « Cercle » et futur Président du... « Club ») a des plans bien arrêtés : il souhaite un grand stade communal en lieu et place des deux principaux existants, le Edgard De Smedtstadion du Cercle et le « fameux » Klokke du Club Brugeois. Quelque temps auparavant, la Ville de Bruges est devenue propriétaire du stade E. De Smedt afin d'aider le « Cercle » que celui-ci s'était retrouvé très coincé financièrement. Mais en 1973, c'est au tour du Club de friser la faillite !
Le bourgmestre Van Maele mène son projet à bon terme et c'est ainsi que voit le jour l'Olympia Park, qui à partir de 1975 héberge les rencontres des deux principaux clubs brugeois de football. 
L'histoire du stade Edgard De Smedt se termine ainsi. L'endroit est désormais appelé Edgard De Smedtplantsoen, un site consacré à l'horticulture. De son côté, le Klokke tombe lentement en décrépitude, mais reste utilisé jusqu'en 1999, par une équipe de séries provinciales (Eendracht Brugge). Ensuite, il disparaît sous les pelleteuses d'un projet immobilier.

### Sources et liens externes
- Site officiel du Cercle Brugge K. SV
- Website de fans du Cercle Brugge K. SV
- Photo de l'ancienne entrée du stade Edgard De Smedt
- Website officiel du Club Brugge KV